# Фёдоровка (Кирсановский район)
Фёдоровка — деревня в Кирсановском районе Тамбовской области России. Входит в состав Ковыльского сельсовета.

## География
Деревня находится в восточной части Тамбовской области, в лесостепной зоне, в пределах Окско-Донской равнины, на берегах реки Иноковки, на расстоянии примерно 17 км (по прямой) к западу-юго-западу (WSW) от города Кирсанов, административного центра района.
Климат
Климат характеризуется как умеренно континентальный с недостаточным и неустойчивым увлажнением. Среднегодовое количество осадков составляет 470—510 мм. Средняя температура января составляет −11,3 °С, июля — +20,4 °С.
Часовой пояс
Деревня Фёдоровка, как и вся Тамбовская область, находится в часовой зоне МСК (московское время). Смещение применяемого времени относительно UTC составляет +3:00.

## История
По данным 1926 года имелось 150 хозяйств и проживал 781 человек (376 мужчин и 405 женщин). В административном отношении деревня входила в состав Иноковской волости Кирсановского уезда Тамбовской губернии.

## Население
| 2010 |
| ---- |
| 22   |

Половой состав
По данным Всероссийской переписи населения 2010 года, в гендерной структуре населения мужчины составляли 54,5 %, женщины — соответственно 45,5 %.
Национальный состав
Согласно результатам переписи 2002 года, в национальной структуре населения русские составляли 100 % из 19 чел.

## Улицы
- ул. Крыжная,
- ул. Подгорная,
- ул. Серебряковская[6].